# Michael Jeffreys
Michael John Jeffreys (* 29. Dezember 1941 in Sutton, Surrey) ist ein britischer Byzantinist.

## Leben
Jeffreys studierte an der Universität Cambridge (Master of Arts 1967) und der Universität London (Doctor of Philosophy 1972). Parallel dazu war er von 1964 bis 1972 als Lehrer an der East Ham Grammar School in London tätig. 1972 bis 1974 war er Fellow an der Dumbarton Oaks Research Library and Collection. 1974 bis 1976 war er Mitarbeiter an der Universität Ioannina. 1976 ging er als Lecturer an die Universität Sydney und war dort von 1983 bis zu seiner Emeritierung 2000 Professor für Neugriechisch. Seither ist er in Oxford tätig.
Jeffreys wissenschaftlichen Interessen liegen vor allem auf dem Gebiet der Spätantike und der byzantinischen Zeit. Insbesondere zum spätantiken Historiker Johannes Malalas hat er maßgebliche Studien und eine englische Übersetzung vorgelegt. Darüber hinaus hat er auch zur byzantinischen Prosopographie gearbeitet.
Jeffreys ist seit 1993 korrespondierendes Mitglied der Australian Academy of the Humanities.
Verheiratet war Jeffreys seit 1965 bis zu ihrem Tod 2023 mit der Byzantinistin Elizabeth Jeffreys.

## Schriften (Auswahl)
Siehe Ann Moffat: Publications of Michael John Jeffreys and Elizabeth Mary Jeffreys. In: Geoffrey Nathan, Lynda Garland (Hrsg.): Basileia. Essays on Imperium and Culture in Honour of E. M. and M. J. Jeffreys (= Byzantina Australiensia. Band 17). Brill, Leiden 2011, ISBN 978-18-76-50330-7, S. 5–13.
- mit Marc Lauxtermann (Hrsg.): The letters of Psellos. Oxford University Press, Oxford/New York 2017, ISBN 978-0-19-878722-8.
- mit Elizabeth Jeffreys (Hrsg.): Iacobi monachi Epistulae (Corpus Christianorum, Series Graeca. Band 68). Brepols, Turnhout 2009, ISBN 978-2-503-40681-7.
- mit Elizabeth Jeffreys (Hrsg.): Αναδρομικά και Προδρομικά. Approaches to Texts in Early Modern Greek. Papers from the conference Neograeca Medii Aevi V Exeter College, University of Oxford, September 2000 (= Neograeca Medii Aevi. Band V). University of Oxford, Oxford 2005.
- Bury, Malalas and the Nika Riot. In: Pauline Allen, Elizabeth Jeffreys (Hrsg.): The Sixth Century: end or beginning? (= Byzantina Australiensia. Band 10). Australian Association for Byzantine Studies, Brisbane 1996, ISBN 1-86420-074-X, S. 42–51.
- mit Elizabeth Jeffreys, Roger Scott: The Chronicle of John Malalas. A Translation (= Byzantina Australiensia. Band 4). Australian Association for Byzantine Studies, Melbourne 1986, ISBN 0-9593626-2-2.
- mit Elizabeth Jeffreys: Popular literature in late Byzantium. Variorum reprints, London 1983, ISBN 0-86078-118-6.